# Rafael Gálvez Bellido
Rafael Gálvez Bellido (Madrid, 1895 - Barcelona, 31 de desembre de 1951) va ser un violinista i pianista d'anomenada, catedràtic del Conservatori Superior Municipal de Música de Barcelona.
Era fill d'un virtuós violinista, Rafael Gálvez Rubio (Andújar, 1860 - 1910), i germà del violoncel·lista i director Bernardino Gálvez. El 1897
 s'incorporà al "Quartet Crickboom" amb Pau Casals al violoncel, Mathieu Crickboom i Josep Rocabruna al violí i Rafael Gálvez al violí i, aquells mateixos darrers anys del segle xix i primers del XX (des del 1894 i fins al 1902) formà part del "Quartet Pellicer" de música de cambra, integrat per Joan Baptista Pellicer, piano; Domènec Sànchez, violí; Rafael Gálvez, viola; i José de Castro, violoncel. També tocà a l'"Orquesta Antigua Unión Filarmónica", o "Orquestra d'en Nori", de la qual era violí primer el 1901. El 1920 va ser membre, com també ho fou el seu germà Bernardino, de la formació inicial de l'Orquestra Pau Casals
Anys després, als anys 40 formà el "Quinteto Gálvez" amb Gracià Tarragó, Josep Trotta, Salvador Prió i Ferdinand Guérin.
Com a professor de violí de l'Escola Municipal de Música de Barcelona, tingué per deixebles Eduard Toldrà, Enric Casals, Salvador Gratacós i Lluís Farreny, entre molts d'altres.

## Obres
(selecció)
- 1920: Java pastrat, sobre aires españoles
- 1925: Una castiza, xotis lent
- 1926: Isidro...?, xotis
- 1926: Soledad, pasdoble
- 1927: The Gipsy's Caravan, xarleston
- 1927: Voy de verbena, xotis castís
- 1928: Paca, la Peque, xotis castís
- 1928: Morucha, pasdoble
- 1928: Baturrada, cercavila
- 1929: Birdie, blues
- 1929: Pepis, pasdoble torero
- Cecília meva, sardana[5]

### Literatura
«El maestro Lamotte». Ritmo, nº 34, 1941, pàg. 11-13. ISSN: 0035-5658.